# Twardorzeczka (potok)
Twardorzeczka – potok w Beskidzie Śląskim i w Kotlinie Żywieckiej w polskich Beskidach Zachodnich, prawobrzeżny dopływ Leśnianki.

## Charakterystyka
Potok płynie przez miejscowości: Radziechowy, Ostre, Twardorzeczka. Jego źródła znajdują się na wysokości ok. 1000 m n.p.m., na północno-wschodnich zboczach Magurki Radziechowskiej.
Dolina Twardorzeczki biegnie z południowego zachodu ku północnemu wschodowi. W górnym biegu potoku rozdziela ramię Magurka Radziechowska – Muronka – Ostre po stronie lewej (północno-zachodniej) od grzbietu Cebula – Jaworzynka – Wytrzyszczona po stronie prawej (południowo-wschodniej). Dolina jest tu wąska, zalesiona.
Na terenie Kotliny Żywieckiej potok płynie, lokalnie meandrując, z południowego zachodu ku północnemu wschodowi. Uchodzi do Leśnianki na wysokości ok. 460 m n.p.m. w Twardorzeczce, poniżej ul. Kryształowej.